# Ita Daly
Ita Daly (* 1945 in Drumshanbo, County Leitrim, Irland) ist eine irische Schriftstellerin.

## Leben
Sie wurde als Tochter eines Beamten geboren. Nach dem Besuch der St. Louis High School in Dublin studierte sie Englisch und Spanisch am University College Dublin. Sie schloss das Studium mit Bachelor of Arts, Master of Art, Higher Diploma in Education ab. Daly war als Lehrerin an einer höheren Schule in Dublin tätig.
Sie veröffentlichte viele Kurzgeschichten und mehrere Romane und verfasste auch Kinderbücher. Daly ist Mitglied bei Aosdána und lebt in Dublin.

## Auszeichnungen
1972 und 1976 erhielt sie den Hennessy Literary Award. Im Jahr 1975 gewann sie das Short-Story-Preisausschreiben der Irish Times.

## Werke (Auswahl)
- The Lady with the Red Shoes, 1980
- Ellen, 1986
- Unholy ghosts; dt. Die verlorene Vergangenheit, 2000